# 史密斯預測器
史密斯預測器（Smith predictor）是由Otto J. M. Smith於1957年發明的預測型控制器，可以適用於有純時間延遲的系統。其概念如下：
假設受控體是{\displaystyle G(z)}和純時間延遲{\displaystyle z^{-k}}的結合。
第一步驟是考慮{\displaystyle G(z)}（沒有時間延遲的系統），設計控制器{\displaystyle C(z)}，有合理的閉迴路傳遞函數 {\displaystyle H(z)={\frac {C(z)G(z)}{1+C(z)G(z)}}}。
下一步是設計可以針對受控體{\displaystyle G(z)z^{-k}}的控制器{\displaystyle {\bar {C}}(z)}，要讓其閉迴路轉移函數{\displaystyle {\bar {H}}(z)}等於{\displaystyle H(z)z^{-k}}。
求解{\displaystyle {\frac {{\bar {C}}Gz^{-k}}{1+{\bar {C}}Gz^{-k}}}=z^{-k}{\frac {CG}{1+CG}}}可以得到
{\displaystyle {\bar {C}}={\frac {C}{1+CG(1-z^{-k})}}}。因此控制器的實現如下圖，其中控制器用的{\displaystyle G(z)}改為 {\displaystyle {\hat {G}}(z)}，表示這是控制器使用的模型。
此處有二個迴路。大的迴路是將輸出為回授輸入。但因為存在延遲，回授的是舊的資訊，這個迴路無法有令人滿意的控制效果。直覺來看，在沒有新的資訊的k個取樣區間時，系統由內迴路來控制，其中包括一個預測器，預測（無法量測的）受控體目前的輸出。
為了要確認此作法是否有效，可以將系統重新調整如下：
因此若控制器中用的模型{\displaystyle {\hat {G}}(z)z^{-k}}完全符合受控體{\displaystyle G(z)z^{-k}}，內迴路和中間的迴路會抵消，控制器就會產生「正確的」控制輸出。

## 外部連結
- . www.controleng.com.   [2018-07-26]. （原始内容存档于2018-05-29） （英语）.
- . www.mathworks.com.   [2018-07-26]. （原始内容存档于2018-05-30）.